# Lycodon flavomaculatus
Lycodon flavomaculatus, también conocida como serpiente lobo de manchas amarillas, es una especie de serpiente del género Lycodon de la familia de los colúbridos, originaria de la India.

## Hallazgo y distribución
Fue descrita por primera vez por el herpetólogo británico Frank Wall en el año 1907 y habita únicamente en la India, en las zona de los Ghats occidentales, Gujarat, Maharashtra (Talegaon Dabhade).

## Características
- Color: Marrón, amarilla y blanca.